# Loas rada

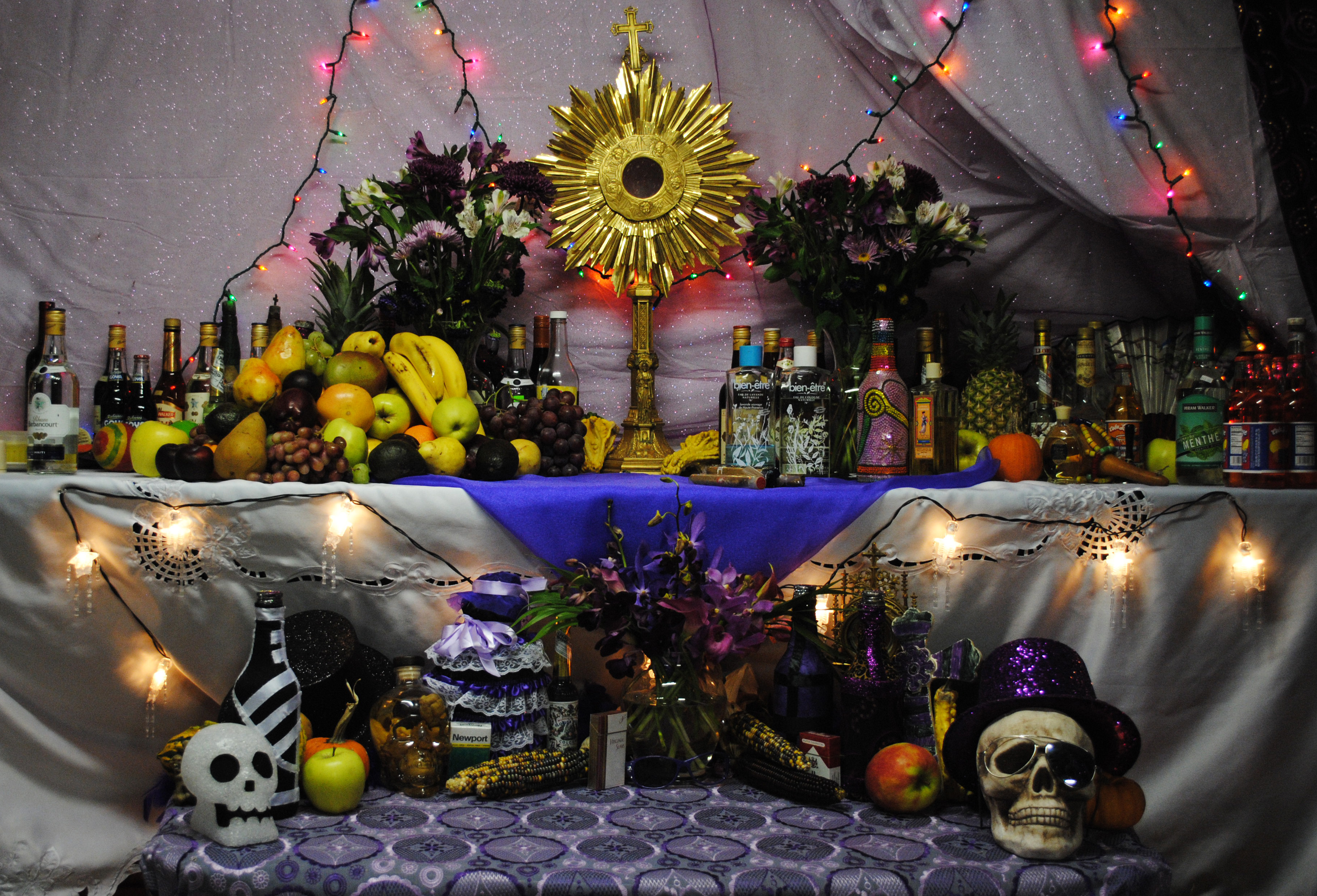
Altar vodú haitià als loas petro, rada i ghede

Rada és la família més important de loas en el vodú haitià.

## Abast
Inclou els esperits més antics i beneficiosos que poden ser directament traçats fins al regne de Dahomey.

## Etimologia
"Rada" és un cognat dels Ararà, i també dels orishas Ioruba.

## Abast
Els loas Rada són els guardians de la moralitat i l'ètica, relacionats amb l'Àfrica i l'antic regne de Dahomey. En contraposició, els loas petro, relacionats amb el Nou Món, es consideren més agressius. Algun loas (com Erzulie) tenen manifestacions tant rada com petro.

## Identitats
Alguns loas rada són: Legba, Loco, Ayizan, Damballa, Ayida-Weddo, Erzulie, i Agwé.